# Giles Gilbert Scott
Sir Giles Gilbert Scott (Hampstead, 9 novembre 1880 – Londra, 8 febbraio 1960) è stato un architetto e designer inglese.
Proveniente da una famiglia di architetti, conosciuto principalmente per la realizzazione di importanti costruzioni quali la Cattedrale di Liverpool, il Waterloo Bridge e la Battersea Power Station, e per aver disegnato le famose cabine telefoniche rosse icona dell'Inghilterra.
La sua opera si caratterizza per la fusione della tradizione neogotica con il modernismo, tale da rendere edifici altrimenti progettati solamente per rispondere ad esigenze funzionali degli importanti monumenti di interesse storico-artistico.

## Vita e carriera

### Primi anni
Nato a Hampstead, un sobborgo di Londra, Scott era il terzo dei sei figli di George Gilbert Scott, Jr. e sua moglie, Ellen King Samson. Suo padre era un architetto, figlio di George Gilbert Scott, un famoso architetto, conosciuto per il progetto della Chiesa di San Nicola ad Amburgo, dell'Albert Memorial e del Midland Grand Hotel alla Stazione di St Pancras.
Quando aveva solo tre anni suo padre fu dichiarato infermo di mente e temporaneamente confinato in un ospedale. Di conseguenza non conservò un grande ricordo di lui, più tardi disse di ricordare di averlo incontrato solamente un paio di volte. Il lascito di uno zio, nel 1889, diede al giovane Scott la proprietà di una fattoria vicino Ninfield, nel Sussex, con un contratto d'affitto a vita a nome di sua madre. Durante la settimana Ellen Scott e i suoi figli vivevano in un appartamento a Battersea, trascorrendo i fine settimana e le vacanze nella fattoria. Lei li portava regolarmente a fare escursioni in bici per disegnare gli edifici della zona e li incoraggiava ad interessarsi di architettura. Tra gli edifici che il giovane Scott disegnò figurano l'Abbazia di Battle, Brede Place e la chiesa di Etchingham; suo figlio, Richard Gilbert Scott, anche lui architetto, suggerì che quest'ultima, con la sua solida torre centrale, "fu probabilmente il germe della Cattedrale di Liverpool".
Scott e i suoi fratelli furono allevati nella fede cattolica, loro padre si era infatti convertito al Cattolicesimo. Giles frequentò il Beaumont College su consiglio di suo padre, che ammirava gli edifici della scuola preparatoria, opera di J.F.Bentley. Nel gennaio 1899 Scott iniziò un tirocinio nell'ufficio di Temple Moore, collega di studi di suo padre. Il fratello minore di Giles, Adrian, divenne un tirocinante di Moore nello stesso periodo. Il loro fratello maggiore, Sebastian, scelse invece la carriera di medico e divenne, secondo le parole di Richard Gibert's Scott, un eminente radiologo, capo del dipartimento di radiologia del Royal London Hospital dal 1909 al 1930. Da Moore, o da Ellen Scott, o dal precedente assistente di suo padre P. B. Freeman, Scott ebbe modo di conoscere il lavoro del proprio genitore. In uno studio del 2005, John Thomas osserva che la chiesa di Santa Agnese a Kennington (1874–77; 1880–93), progettata dal padre, chiaramente influenzò i primi lavori di Giles, compresa la Cappella della Madonna nella Cattedrale di Liverpool."
In seguito Scott fece notare a John Betjeman: "Penso sempre che mio padre era un genio. (...) Era un architetto di gran lunga migliore di mio nonno e guardiamo a che reputazione hanno entrambi!"
Alcuni dei contemporanei di Scott condividevano la sua visione dei meriti di suo padre e suo nonno. Nel 1950 un profilo di Scott nel The Observer dichiarò George Gilbert Scott, Jr. un architetto di gran lunga migliore del suo più famoso padre. Nel 1960 The Guardian descrisse il nonno di Scott come "il restauratore 'rinnovatore' della cui devastante energia così tante delle nostre cattedrali portano infelice testimonianza, mentre [George Gilbert Scott Jr.] fu un architetto con un certo discernimento e gusto". Il padre e il nonno di Scott erano stati importanti esponenti dell'alto gotico vittoriano; Scott, quando era ancora un giovane uomo, vide la possibilità di progettare nello stile gotico senza la profusione di dettagli che caratterizzò il loro lavoro. Aveva una mano insolitamente libera nel lavorare alle sue idee e come Moore generalmente lavorava a casa, lasciando Freeman a gestire l'ufficio.

### Cattedrale di Liverpool
Nel 1901, quando Scott era ancora un allievo di Moore, la diocesi di Liverpool annunciò un bando per la scelta dell'architetto della nuova cattedrale. Due famosi architetti vennero incaricati come membri della commissione giudicatrice, George Frederick Bodley, esponente di spicco dello stile neogotico ed ex allievo, nonché parente acquisito, del nonno di Scott, e Richard Norman Shaw, un eclettico architetto che aveva iniziato a progettare in stile neogotico per poi passare allo stile più classicheggiante definito come Queen Anne Style. Gli architetti vennero invitati tramite un bando pubblico a presentare un portfolio dei propri lavori all'attenzione di Bodley e Shaw. Da questi i due commissari selezionarono una prima lista ristretta di architetti che vennero chiamati a preparare dei disegni per il nuovo edificio.
Per gli architetti il bando era un evento importante, non solo si trattava di uno dei più importanti progetti del tempo, ma era solamente la terza occasione di costruire una cattedrale anglicana in Inghilterra dal tempo della Riforma del XVI secolo (la Cattedrale di San Paolo era stata la prima, ricostruita completamente dopo il Grande incendio di Londra del 1666, e la Cattedrale di Truro era stata la seconda, non ancora completata all'epoca). Per questo il bando attirò 103 concorrenti, dallo stesso Temple Moore a Charles Rennie Mackintosh e Charles Herbert Reilly. Con il beneplacito di Moore, Scott si presentò a sua volta, lavorando al progetto nel proprio tempo libero.
Nel 1903 i commissari raccomandarono la nomina di Scott. Ci furono molti commenti sulla scelta di un ventiduenne, senza edifici realizzati al suo attivo, e la questione divenne ancora più controversa quando emerse che era cattolico (a quel tempo era consuetudine che gli architetti che lavoravano a progetti ecclesiastici lo facessero solo per quelli della propria confessione; ad esempio quando il collega di Bodley, Thomas Garner, divenne cattolico nel 1897, il sodalizio venne sciolto e il lavoro di Garner da allora in poi fu svolto solamente a favore della Chiesa Cattolica, mentre Bodley progettò unicamente chiese anglicane), ma alla fine la raccomandazione dei valutatori venne accettata dalle autorità diocesane.
A causa dell'età e inesperienza di Scott comunque il comitato della cattedrale nominò Bodley co-progettista. Uno storico della Cattedrale di Liverpool osserva che fu generoso da parte di Bodley accettare un rapporto di lavoro alla pari con uno studente giovane e inesperto. Bodley era stato un amico del padre di Scott, ma la sua collaborazione con il giovane Scott fu difficile, soprattutto dopo che Bodley accettò di progettare due cattedrali negli Stati Uniti (Washington, DC e San Francisco, quest'ultima non realizzata>), il che gli richiese di assentarsi di frequente da Liverpool. Scott si lamentava che questo "ha reso l'accordo di collaborazione una vera farsa, e a dire la verità la mia pazienza all'attuale stato delle cose è quasi completamente esaurita". Scott era sul punto di rinunciare all'incarico quando Bodley morì improvvisamente nel 1907. Il comitato della cattedrale lo nominò quindi unico architetto, e sebbene si riservasse il diritto di nominare un altro co-progettista non prese mai seriamente in considerazione la possibilità di farlo.

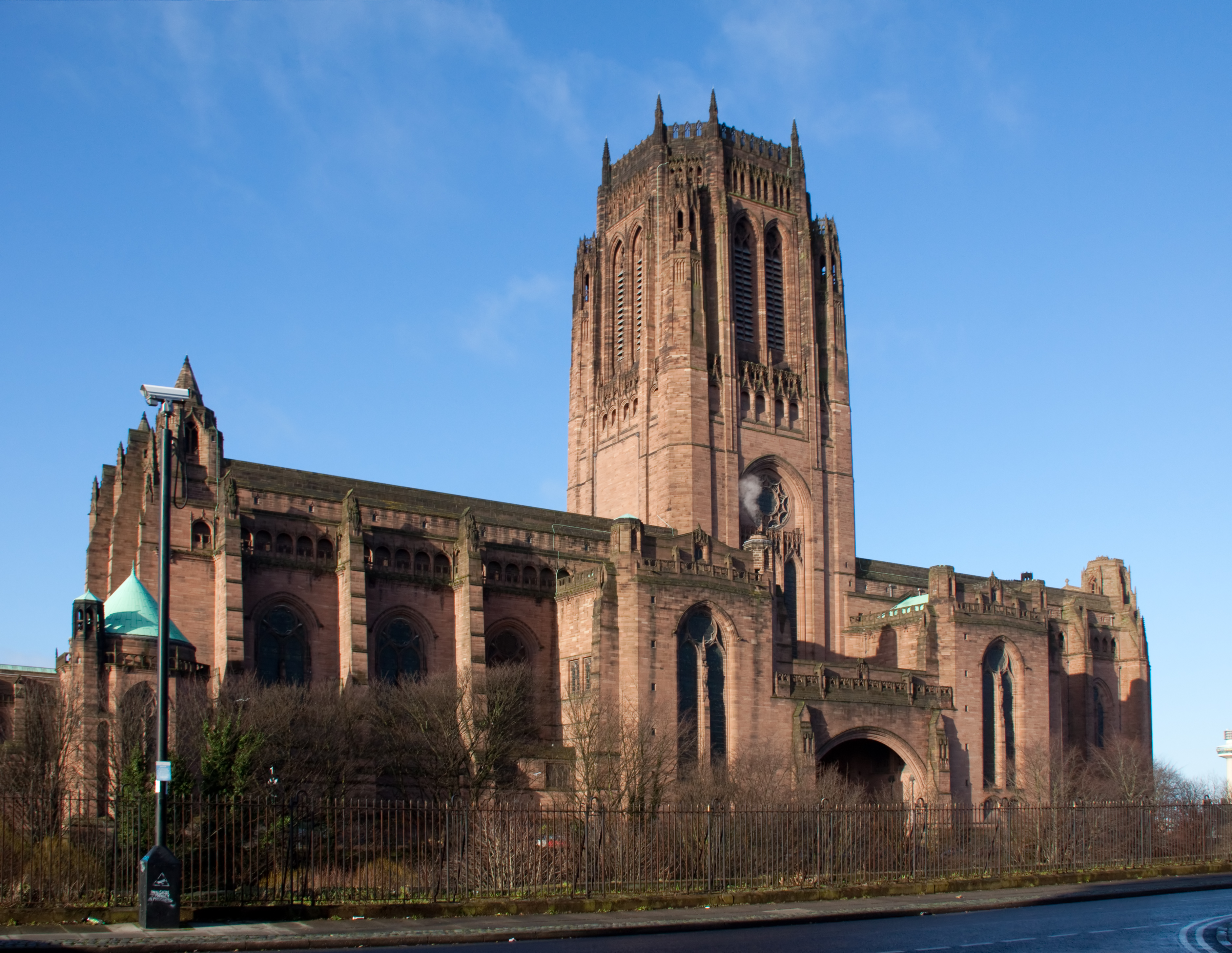
Cattedrale di Liverpool

Nel 1910 Scott si rese conto di non esse più soddisfatto dal progetto principale, che assomigliava a una cattedrale gotica tradizionale nello stile del secolo precedente. Persuase perciò il comitato della cattedrale a lasciarlo ricominciare da capo (una decisione difficile, dato che alcune murature erano già state realizzate) e ridisegnò un edificio più semplice e simmetrico con una sola massiccia torre centrale invece delle originali torri gemelle. I nuovi progetti di Scott previdero un maggiore spazio interno e allo stesso tempo lo stile decorativo perse molti dei dettagli goticheggianti acquisendo uno stile più moderno e monumentale.
La Cappella della Madonna, la prima parte dell'edificio ad essere completata, fu consacrata nel 1910 dal vescovo Francis Chavasse alla presenza di due arcivescovi e altri 24 vescovi. I lavori vennero fortemente rallentati durante la Prima Guerra Mondiale, a causa della carenza di manodopera, materiali e denaro. Dal 1920 la forza lavoro tornò ai livelli anteguerra e la cava di pietra di Woolton, fonte dell'arenaria rossa che costituisce il materiale principale dell'edificio, venne riaperta. La prima sezione del corpo principale della cattedrale venne completata nel 1924, e il 19 luglio 1924, nel 20º anniversario della posa della prima pietra, la cattedrale fu consacrata alla presenza del Re Giorgio V, della Regina Mary e di vescovi e arcivescovi provenienti da tutto il mondo anglicano.
La costruzione proseguì per tutti gli anni '30, per rallentare poi drasticamente durante la Seconda Guerra Mondiale come era avvenuto durante la Prima. Scott continuò a lavorare al progetto fino alla propria morte, perfezionandolo man mano che veniva realizzato e curando ogni aspetto dell'edificio fino ai minimi dettagli. La cattedrale venne completata nel 1978, quasi vent'anni dopo la morte dell'architetto.

### Altri lavori di gioventù
Mentre Scott litigava con Bodley a Liverpool riuscì a progettare e a vedere completata la sua prima chiesa. Si tratta della Chiesa dell'Annunciazione, una chiesa cattolica a Bournemouth, nella quale realizzò un alto transetto simile a quello del progetto originale per Liverpool. Il progetto di un'altra chiesa cattolica a Sheringham, mostrò la sua predilezione per semplici facciate gotiche. Altre chiese costruite da Scott in questo periodo sono quella di Ramsey nell'Isola di Man, Northfleet nel Kent e Stoneycroft a Liverpool e mostrano l'evoluzione del suo stile. Mentre lavorava a Liverpool Scott incontrò e sposò Louise Wallbank Hughes, una receptionist del Britannia Adelphi Hotel, anche se sua madre non fu molto felice nell'apprendere che era una protestante. Il matrimonio fu felice e durò fino alla morte di Louise nel 1949. Ebbero tre figli, uno dei quali morto in età infantile.
Durante la Prima Guerra Mondiale Scott fu un Maggiore dei Royal Marines, incaricato di costruire difese costiere sul Canale della Manica.

### Anni 20

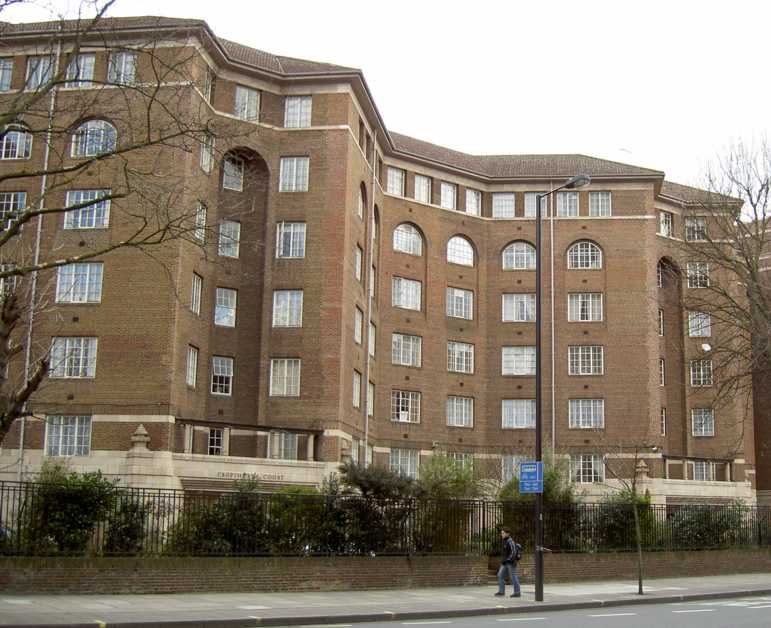
Cropthorne Court, Maida Vale (1930).

Mentre i lavori della Cattedrale proseguivano cresceva anche la fama di Scott, che cominciò ad ottenere anche incarichi per edifici civili. Uno dei primi fu per la Memorial Court del Clare College di Cambridge, realizzato in stile neo-Georgiano sulla riva ovest del fiume Cam. Questo stile venne usato anche per la casa che realizzò per se stesso in Clarendon Place a Paddington nel 1924, che vinse l'annuale medaglia per l'architettura nelle strade di Londra del Royal Institute of British Architects nel 1928. Gli edifici residenziali progettati da Scott sono pochi, uno dei più conosciuti è il Cropthorne Court mansion block a Maida Vale, la cui facciata si articola su piani non ortogonali al fronte per evitare la necessità di cavedi.
Scott continuò a lavorare a chiese negli anni tra le due guerre. Poco dopo il suo lavoro nella navata della Downside Abbey gli venne commissionato il progetto della piccola Church of Our Lady & St Alphege a Bath, la prima parte della quale fu completata nel 1929. La sua forma fu ispirata a quella della Basilica di Santa Maria in Cosmedin a Roma. La traduzione dei principali elementi di questa grande e antica basilica nella più piccola chiesa parrocchiale di Bath è stata descritta come "una delizia" che "non può non stupire". Circa 25 anni dopo lo stesso Scott scrisse: "La chiesa fu il mio primo tentativo di architettura in stile romanico. È sempre stata una delle mie opere preferite". Sul capitello di uno dei pilastri sotto alla galleria ovest W. D. Gough scolpì una rappresentazione dell'architetto e uno scudo con inciso "Aegidio architecto" (fatto dall'architetto Giles) – probabilmente l'unica rappresentazione di Scott nella pietra.

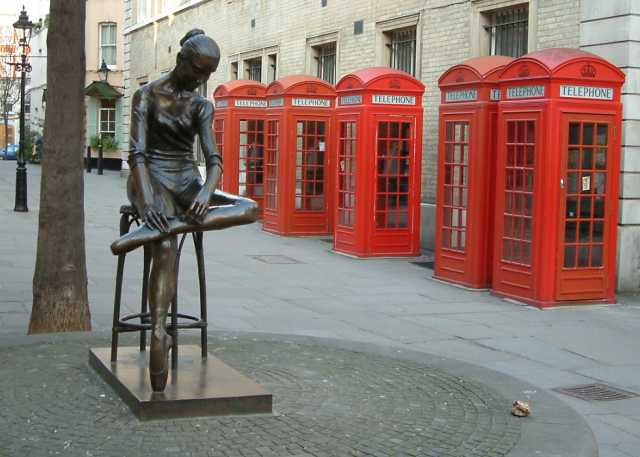
K2 (cabine telefoniche rosse) preservate come attrazione turistica vicino al Covent Garden, Londra

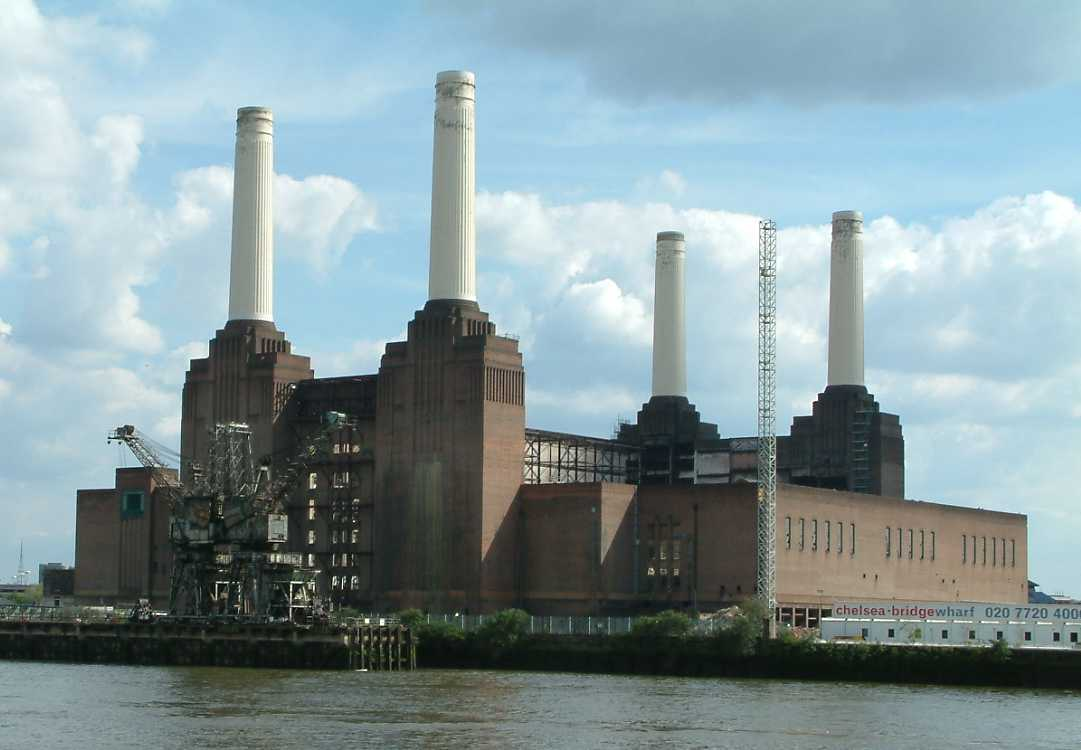
Battersea Power Station

Il manufatto più conosciuto di Scott è probabilmente quello disegnato per il General Post Office. Fu infatti uno dei tre architetti invitati dalla Royal Fine Arts Commission a presentare un progetto per le nuove cabine telefoniche. L'invito arrivò quando Scott era stato nominato curatore del Sir John Soane's Museum. Il suo design fu in stile classico, sormontato da una cupola che ricorda il mausoleo che Soane designò per sé stesso nel cortile della vecchia chiesa di St Pancras a Londra. Fu la proposta scelta e fu messa in produzione in ghisa con il nome di GPO's "Kiosk no. 2" o "K2". Versioni successive adottano lo stesso aspetto generale per la produzione di massa: le “Jubilee kiosk”, create per celebrare il giubileo d'argento di Re Giorgio V nel 1935 e conosciute come le "K6", divennero un apparecchio diffuso in quasi tutti i paesi e villaggi.

### Anni 30
Nel 1930 la London Power Company ingaggiò Scott come architetto consulente per la sua centrale elettrica di nuova generazione a Battersea. L'edificio fu progettato dal capo ingegnere della compagnia, Leonard Pearce, e il compito di Scott fu quello di migliorare l'aspetto esterno della massiccia architettura. Optò per una muratura a vista rimodellando le quattro ciminiere d'angolo in modo da farle assomigliare a colonne classiche. La Battersea Power Station, inaugurata nel 1933 ma caduta in disuso dal 1982, rimane uno dei più significativi edifici industriali di Londra. Al momento della sua apertura The Observer, pur esprimendo alcune riserve circa i dettagli del lavoro di Scott, la definì "una delle più belle attrazioni di Londra". In un sondaggio lanciato da The Architectural Review nel 1939, per trovare quale fosse il migliore edificio moderno della Gran Bretagna secondo la gente comune, la Battersea Power Station si classificò al secondo posto, dietro al department store Peter Jones.
A Cambridge, accanto al Clare Memorial Court, Scott progettò una biblioteca per l'Università di Cambridge. Composta da due edifici a corte di sei piani in linea con una torre di dodici piani al centro, è caratterizzata dalle finestre che si estendono per l'altezza di più piani alternandosi alle parti in muratura, dando così al complesso un aspetto monumentale classicheggiante. La sala di lettura principale misura circa 600 per 12,5 metri per 9,5 metri di altezza, illuminata da 25 finestre a lucernario a tutto sesto su ogni lato. All'inaugurazione nel 1934 il Times commentò che l'edificio mostrava "lo stesso gusto della modellazione della massa che è il principale contributo personale di Sir Giles Scott all'architettura contemporanea."
Scott venne eletto presidente del Royal Institute of British Architects nel 1933, anno del centenario, dopo che era già stato insignito della prestigiosa Royal Gold Medal del RIBA nel 1925. Nel suo discorso presidenziale esortò i colleghi ad adottare quella che definì "una via di mezzo": coniugare il meglio della tradizione con un approccio fresco e moderno, rifuggire il dogma, e riconoscere "l'influenza del contesto sulla scelta dei materiali e la tecnica del loro uso. (...) Il mio appello è per un riconoscimento onesto e di buon senso di quelle caratteristiche e dei materiali che sono pratici e belli, indipendentemente dal fatto che siano conformi ai dettami sia del moderno che della scuola tradizionale."
Dal 1937 al 1940, Scott lavorò alla Nuova Biblioteca Bodleiana, in Broad Street a Oxford, che generalmente non è considerata tra le sue opere migliori. Vista la necessità di fornire un luogo dove immagazzinare milioni di libri senza costruire edifici più elevati di quelli circostanti ideò una costruzione che affonda nel suolo. Il suo biografo A. S. G. Butler commenta: "In un tentativo di essere rispettoso di questi –che spaziano dal tardo gotico al Tudor vittoriano– Scott produsse un progetto in stile neo-Giacobino non particolarmente significativo". Un biografo successivo, Gavin Stamp, loda il notevole accorgimento di mantenere un edificio con un'altezza in scala con le costruzioni circostanti, ma concorda sul fatto che esteticamente l'edificio non è tra i più riusciti di Scott. Nikolaus Pevsner lo liquida come "né una cosa né l'altra".

### Anni 40
La ricerca di Scott della "via di mezzo" gli causò difficoltà quando venne nominato progettista della nuova Cattedrale di Coventry nel 1942. Pressato tra il nuovo Vescovo di Coventry che caldeggiava uno stile moderno e la Royal Fine Arts Commission propensa alla ricostruzione tale e quale della vecchia cattedrale, fu criticato per aver tentato di trovare un compromesso tra i due e aver disegnato un edificio che non era né carne né pesce. Incapace di conciliare queste opposte posizioni Scott si dimise nel 1947, dopodiché venne indetto un bando vinto da Basil Spence con un design moderno senza compromessi.
Anche la Camera dei comuni del Palazzo di Westminster era stata distrutta dalle bombe nel 1941 e tre anni più tardi Scott venne incaricato di ricostruirla. Qui era inserito nel contesto dell'edificio sopravvissuto e fu assolutamente del parere che la nuova camera avrebbe dovuto essere congruente con il vecchio e che qualsiasi altra cosa sarebbe stata in contrasto con lo stile gotico di Charles Barry e Augustus Pugin. Questo punto di vista trovò il favore di Winston Churchill che osservò: "Noi modelliamo le nostre abitazioni, e poi le nostre abitazioni plasmiamo noi". In un dibattito il 25 gennaio 1945 la Camera dei comuni approvò questa scelta con 121 voti a favore contro 21.

### Ultimi anni
Dopo che la corsa alla ricostruzione del dopoguerra si era esaurita, Scott rifece la copertura della Guildhall di Londra e progettò i modernisti uffici in mattoni per la Corporation appena più a nord. Nonostante si fosse opposto alla realizzazione di industrie pesanti nel centro delle città, accettò l'incarico di costruire la Bankside Power Station sulla riva del Tamigi a Southwark, dove sviluppò quello che aveva appreso a Battersea e raccolse tutte le canne fumarie in un'unica torre. Questo edificio venne convertito alla fine degli anni 90 nella Tate Modern art gallery.

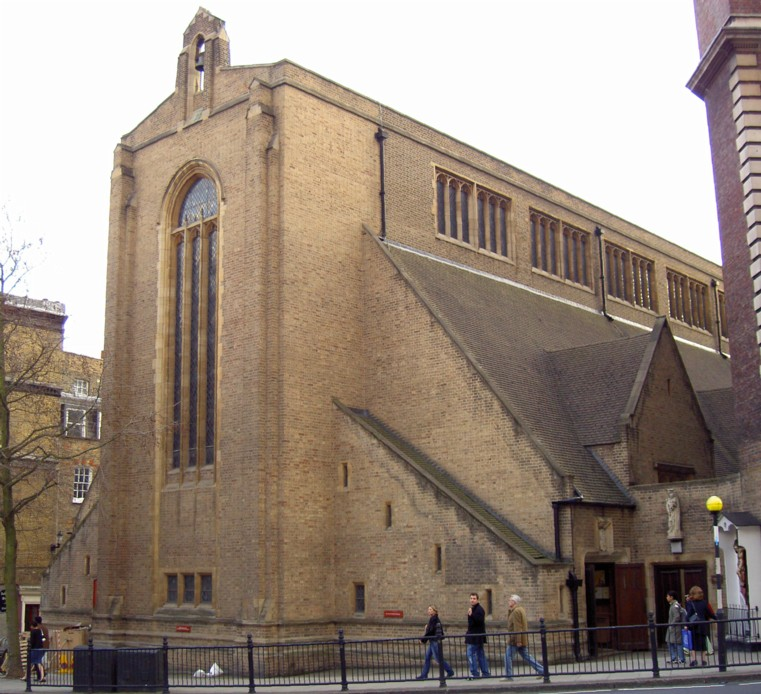
Our Lady of Mount Carmel Church

Scott continuò a ricevere incarichi per edifici religiosi. A Preston costruì una chiesa cattolica che è significativa per una navata insolitamente lunga e ritmata. Nella chiesa carmelitana a Kensington, sulla stessa strada di St Mary Abbots costruita da suo nonno, usò archi in cemento trasversali per riempire un sito difficile (la chiesa ne sostituiva una andata distrutta durante la guerra). Disegnò il progetto per la Cappella del Trinity College di Toronto, completata nel 1955, un pregevole esempio di gotico perpendicolare.
Rimase attivo fino alla settantina. Stava lavorando ai progetti per la chiesa cattolica di Cristo re a Plymouth quando sviluppò un cancro al fegato, si portò i progetti all'ospedale continuando a revisionarli fino alla morte, all'età di 79 anni.
Venne sepolto con sua moglie all'ingresso ovest della Cattedrale di Liverpool. Una messa di requiem venne celebrata il 17 febbraio 1960 da Padre Patrick Casey nella chiesa cattolica di San Giacomo in Spanish Place, Londra.

### Famiglia
Oltre a suo padre e a suo nonno, altri membri della famiglia Scott furono architetti: uno zio, John Oldrid Scott, un fratello, Adrian Gilbert Scott, e il figlio Richard Gilbert Scott.

## Opere

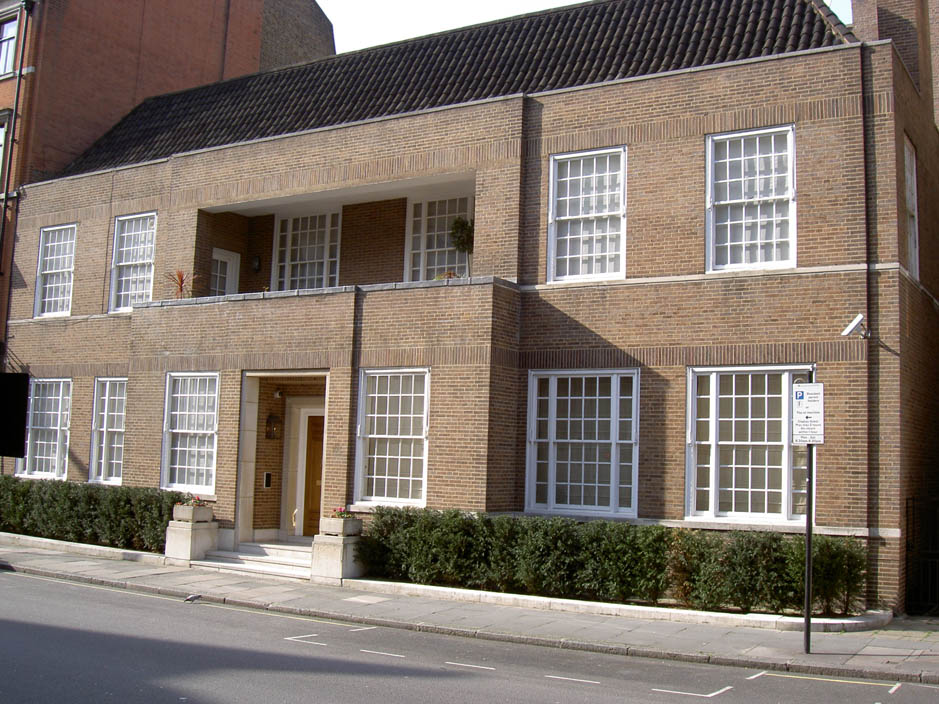
22 Weymouth Street

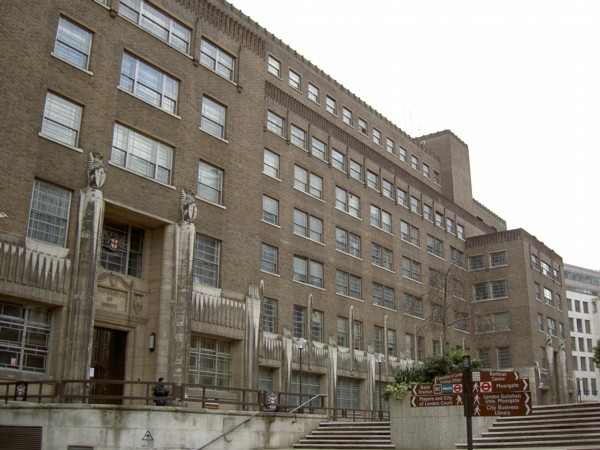
North Block a Guildhall

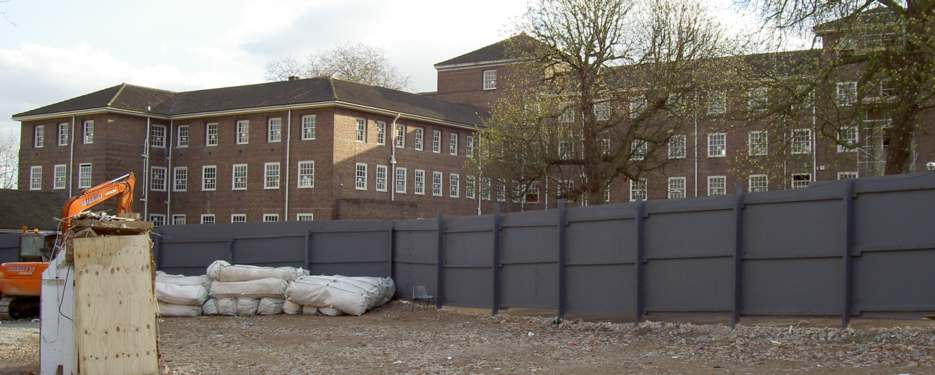
Whitelands Teacher Training College, fotografati nel 2005 durante la trasformazione in residenze.

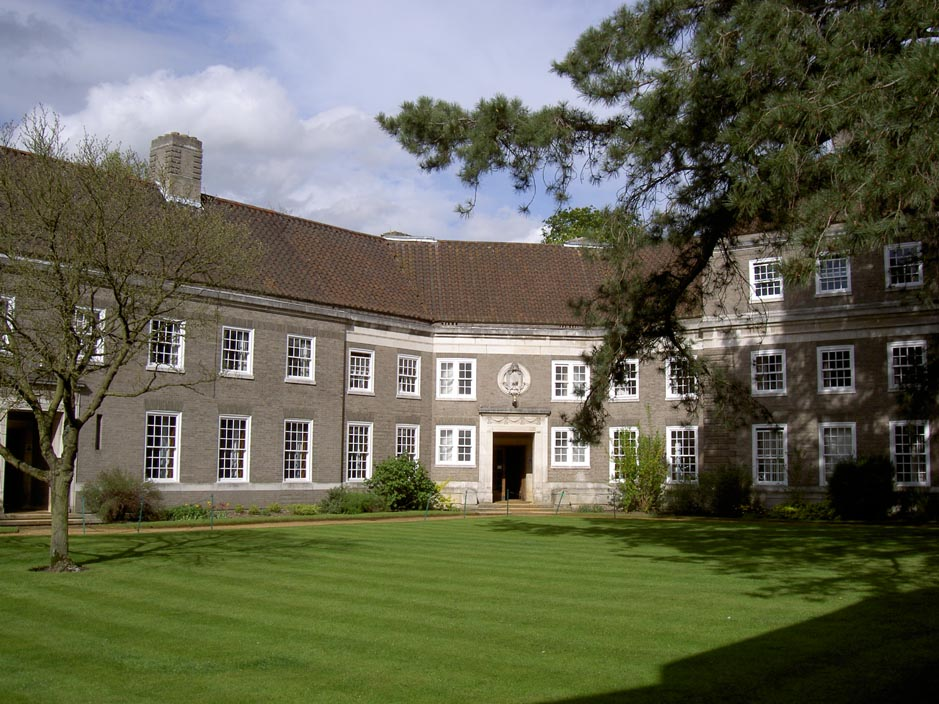
Clare Memorial Court

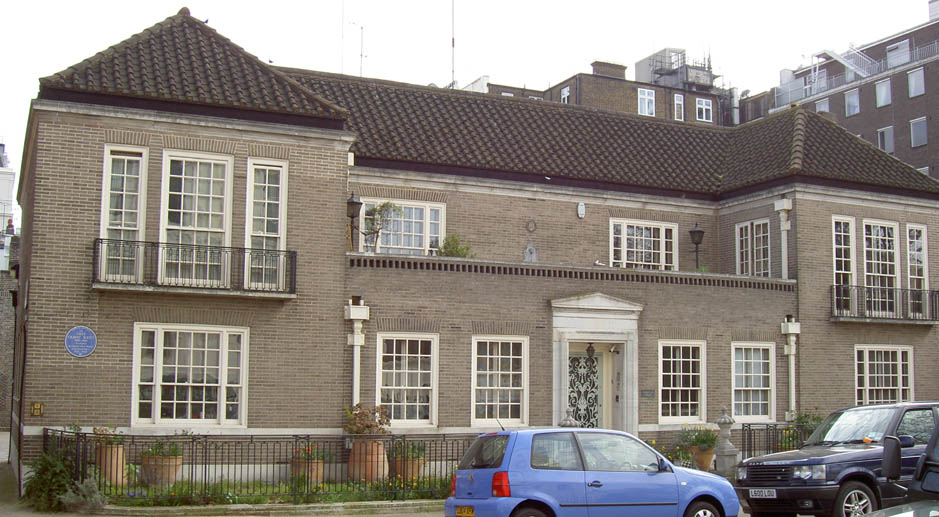
Chester House

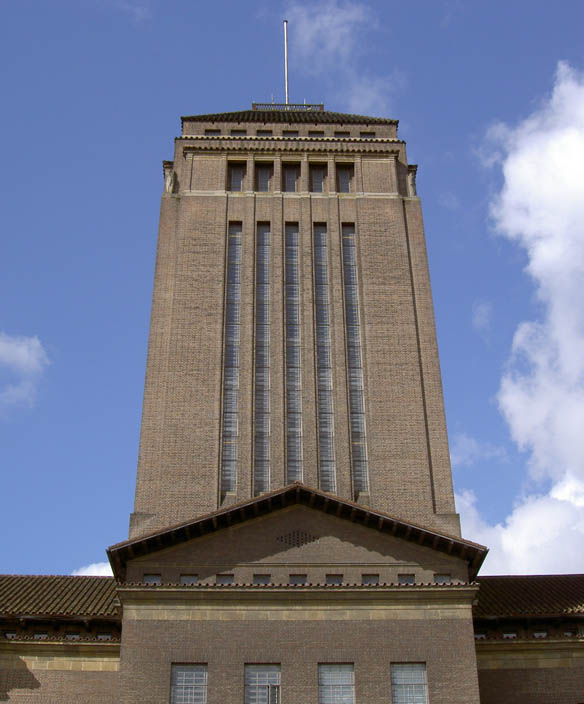
Torre della Biblioteca della Cambridge University

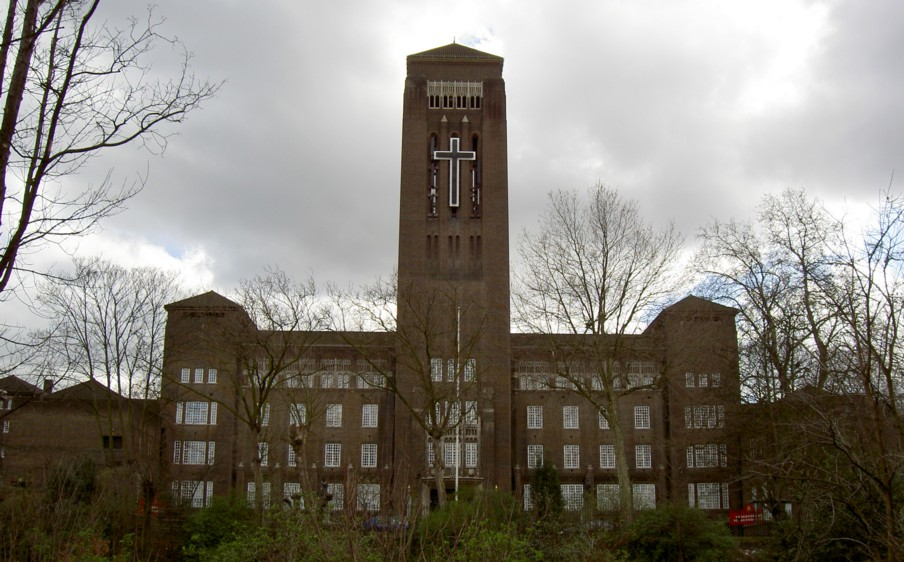
William Booth Memorial Training College

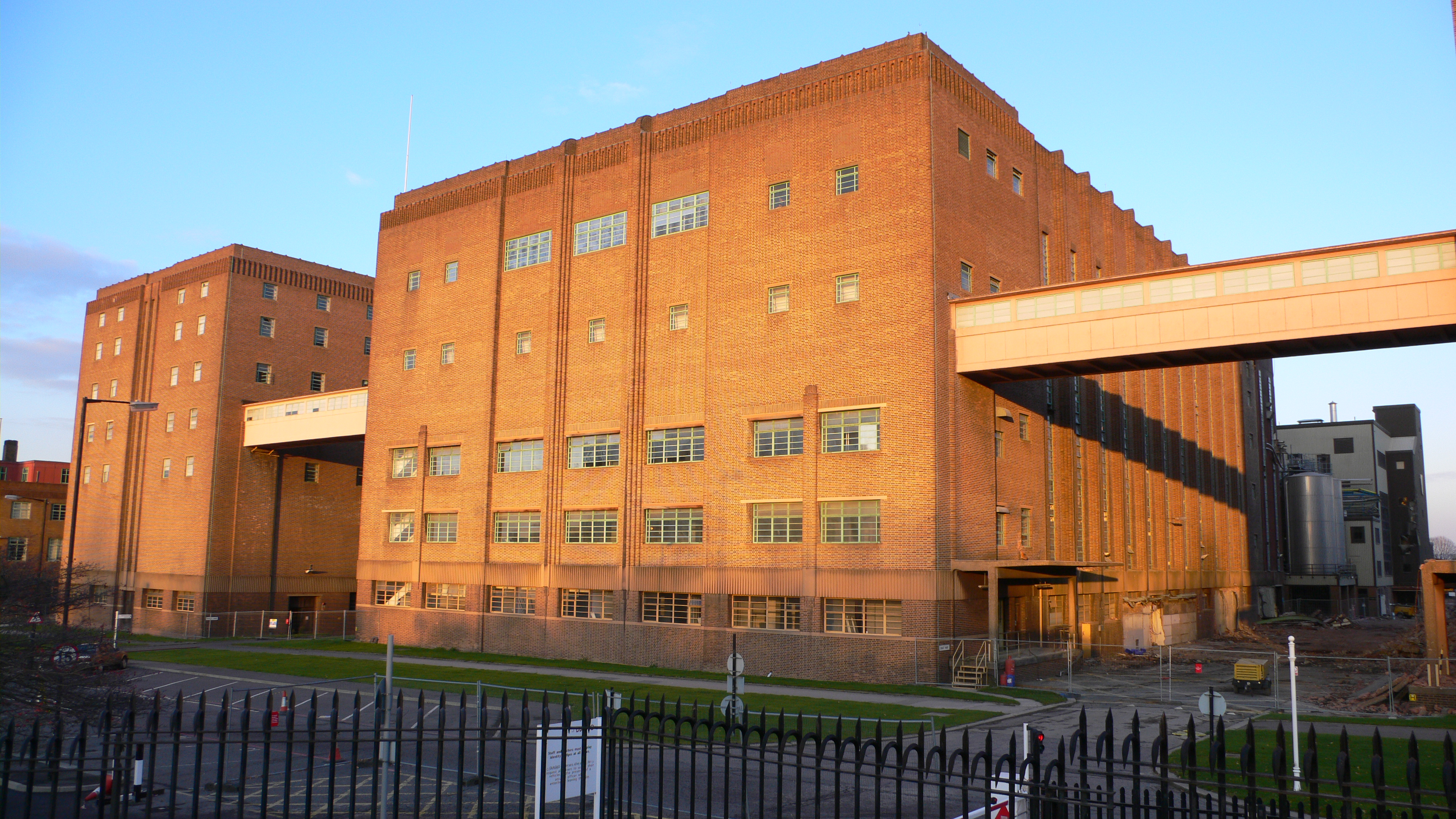
Birrificio Guinness a Park Royal, durante la demolizione

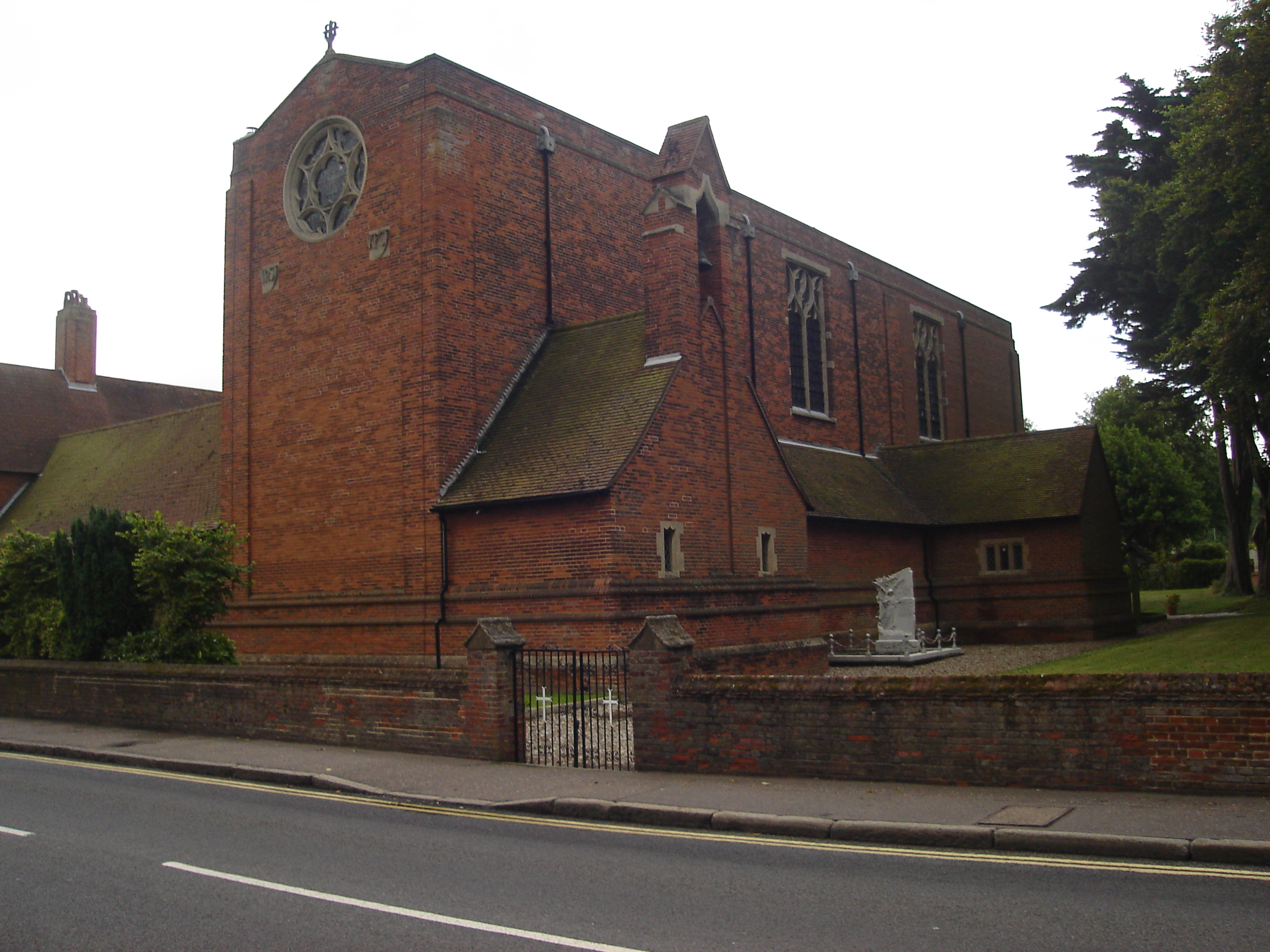
Saint Joseph's Church, Sheringham, costruita tra il 1910 e il 1936

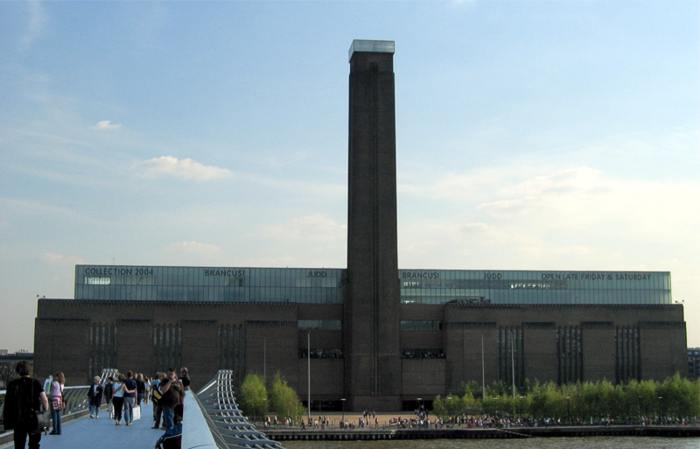
Bankside Power Station (oggi Tate Modern), Londra, completata nel 1963

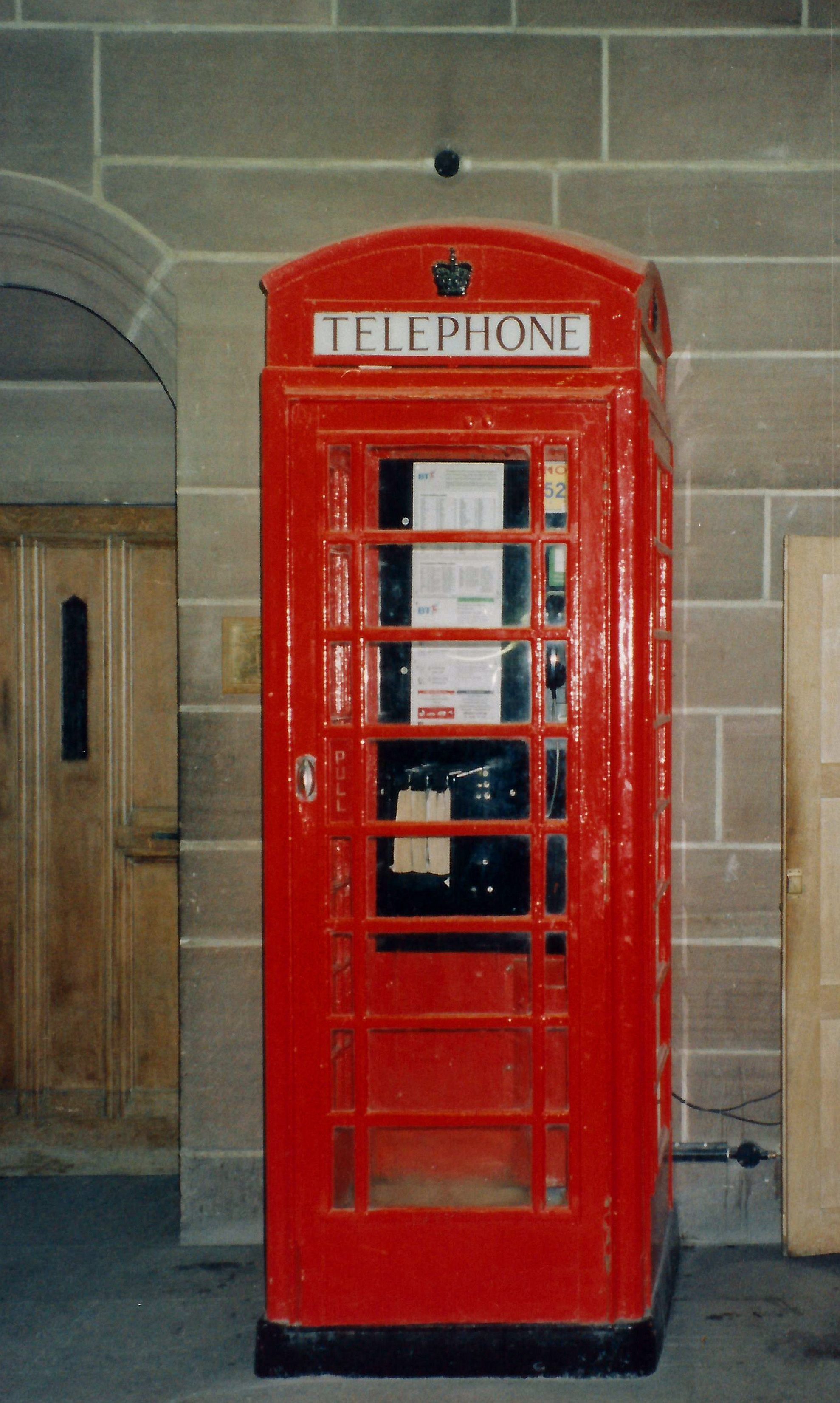
Red telephone box, all'interno della Cattedrale di Liverpool

| Opera                                                                         | Luogo                                  | Periodo                                   | Note                                                       |
| ----------------------------------------------------------------------------- | -------------------------------------- | ----------------------------------------- | ---------------------------------------------------------- |
| St Botolph's Church                                                           | Carlton-in-Cleveland, Yorkshire        | 1896–97                                   | progettata da Temple Moore con Scott come collaboratore    |
| Cattedrale di Liverpool                                                       | Liverpool                              | 1903–1960                                 | completata dopo la sua morte nel 1978                      |
| Nanfans (abitazione privata)                                                  | Prestwood, Buckinghamshire             | 1903                                      |                                                            |
| Chapel in London Road                                                         | Harrow, Londra                         | 1905–06                                   |                                                            |
| Church of the Annunciation (RC)                                               | Bournemouth, Dorset                    | 1906                                      |                                                            |
| Church of the Holy Ghost                                                      | Midsomer Norton, Somerset              | 1907–1913                                 | trasformazione di un fienile in chiesa                     |
| Sedute della navata, All Saints' Church                                       | Bubwith, Yorkshire                     | 1909                                      |                                                            |
| Finestra est, St Giles's Church                                               | Burnby, Yorkshire                      | 1909                                      |                                                            |
| Our Lady Star of the Sea and St Maughold Church (RC)                          | Ramsey, Isle of Man                    | 1909–12                                   |                                                            |
| Navata, St Mary's Church                                                      | Bury, Lancashire                       | c. 1910                                   |                                                            |
| St Joseph's Church (RC)                                                       | Sheringham, Norfolk                    | 1910–1936                                 |                                                            |
| Cattedrale di Chester, restauro                                               | Chester, Cheshire                      | 1911–13                                   | chiostri, finestre est del refettorio, croce del transetto |
| Coro della All Hallows' Church                                                | Gospel Oak, Londra                     | 1913–15                                   |                                                            |
| Church of Our Lady of the Assumption (RC)                                     | Northfleet, Kent                       | 1913–16                                   |                                                            |
| Lady Chapel reredos, St Michael's Church (RC)                                 | Elswick, Newcastle upon Tyne           | 1914                                      |                                                            |
| Rood Beam, St Deiniol's Church                                                | Hawarden, Flintshire                   | 1915–16                                   |                                                            |
| Church of St Paul, Stoneycroft                                                | Liverpool                              | 1916                                      |                                                            |
| 129 Grosvenor Road                                                            | Londra                                 | c. 1918                                   | loggia, casa privata di Arthur Stanley                     |
| Coro, St Catherine's Church                                                   | Pontypridd, Glamorgan                  | 1919                                      |                                                            |
| War memorial                                                                  | Hanmer, Flintshire                     | 1919                                      |                                                            |
| War memorial                                                                  | Hawarden, Flintshire                   | 1919–20                                   |                                                            |
| War memorial, St Saviour's Church                                             | Oxton, Birkenhead, Cheshire            | 1920                                      |                                                            |
| War memorial cross, Our Lady of Victories Church (RC)                         | Clapham, Londra                        | 1920                                      |                                                            |
| Modifiche al coro sud della cappella, Church of St Mary Abbot                 | Kensington, Londra                     | 1920–21                                   |                                                            |
| War Memorial Chapel Church of St Michael, Chester Square                      | Belgravia, Londra                      | 1920–21                                   |                                                            |
| Rectory War memorial tablet and northern aisle screen, Holy Trinity Church    | Trefnant, Denbighshire                 | 1921                                      |                                                            |
| Nuova chiesa, Ampleforth Abbey                                                | Gilling East, Yorkshire                | 1922                                      | non completata fino al 1961                                |
| Ampliamento della Junior House, Ampleforth College                            | Gilling East, Yorkshire                | anni 20-30                                |                                                            |
| Memorial Court, Clare College                                                 | Cambridge                              | 1923–34                                   |                                                            |
| Navata e monument ad Abbot Ramsay                                             | Downside Abbey, Somerset               | c. 1923–25                                |                                                            |
| K2 (Red telephone box)                                                        |                                        | 1924                                      |                                                            |
| Ricostruzione della St George's Church                                        | Kidderminster, Worcestershire          | dopo il 1924                              |                                                            |
| War Memorial, All Saints' Church                                              | Wigan, Lancashire                      | 1925                                      |                                                            |
| Our Lady and St Alphege Church (RC)                                           | Bath, Somerset                         | c. 1927                                   |                                                            |
| Church of St Alban and St Michael                                             | Golders Green, Londra                  | 1925                                      | costruita nel 1932–33                                      |
| Chester House, Clarendon Place                                                | Paddington, Londra                     | 1925–26                                   | la propria abitazione                                      |
| Cappella della Charterhouse School                                            | Godalming, Surrey                      | 1922; completata e consacrata nel 1927    | il più grande memoriale di guerra in Inghilterra           |
| War Memorial (Market Square), e targa municipale all'onore nell'Harris Museum | Preston, Lancashire                    | 1923–27; completato e inaugurato nel 1927 |                                                            |
| All Saints' Church                                                            | Wallasey, Cheshire                     | 1927–39                                   | incompiuta                                                 |
| Church of St Michael                                                          | Ashford, Surrey                        | 1928                                      | incompiuta                                                 |
| Memorial Chapel della Bromsgrove School                                       | Bromsgrove, Worcestershire             | 1928–39                                   |                                                            |
| Completamento della parte nord degli edifici di St Swithun, Magdalen College  | Oxford                                 | 1928–30                                   |                                                            |
| William Booth Memorial Training College                                       | Camberwell, Londra                     | 1929                                      |                                                            |
| St Ninian's Church (RC)                                                       | Restalrig, Edimburgo                   | 1929                                      | incompiuta                                                 |
| Church of Our Lady and St Alphege                                             | Oldfield Park, Bath                    | 1929                                      |                                                            |
| St Francis of Assisi Church                                                   | High Wycombe, Buckinghamshire          | 1929–30                                   |                                                            |
| Whitelands College                                                            | Wandsworth                             | 1929–31                                   |                                                            |
| Plinto per la statua di Sir Joshua Reynolds Burlington House                  | Piccadilly, Londra                     | 1929–31                                   |                                                            |
| Battersea Power Station                                                       | Londra                                 | 1929–35                                   | consulente per gli esterni                                 |
| North East Tower, Our Lady of Grace and St Edward Church (RC)                 | Chiswick, Londra                       | 1930                                      |                                                            |
| K3 (Red telephone box)                                                        |                                        | 1930                                      |                                                            |
| Phoenix Theatre, Charing Cross Road                                           | Londra                                 | 1930                                      | con Bertie Crewe                                           |
| Altare, St Augustine's Church, Kilburn                                        | Kilburn, Londra                        | 1930                                      |                                                            |
| St Columba's Cathedral                                                        | Oban, Argyll                           | 1930–53                                   |                                                            |
| Cropthorne Court (abitazioni private)                                         | Maida Vale, Londra                     | 1930–37                                   |                                                            |
| Abside e torre nord, Church of Our Lady Star of the Sea (RC)                  | Broadstairs, Kent                      | 1930–31                                   |                                                            |
| Classroom range, Gilling Castle                                               | Gilling East, Yorkshire                | dopo il 1930                              |                                                            |
| St Andrew's Church                                                            | Luton                                  | 1931–32                                   |                                                            |
| Cappella ed edifici del college, Lady Margaret Hall                           | Oxford                                 | 1931                                      |                                                            |
| Nuova biblioteca universitaria                                                | Cambridge                              | 1931–34                                   |                                                            |
| Whitelands College, West Hill                                                 | Putney, Londra                         | 1931                                      |                                                            |
| Vincent House, Vincent Square                                                 | Westminster                            | 1932                                      | consulente                                                 |
| Casa del clero per la St Francis of Assisi Church                             | High Wycombe, Buckinghamshire          | 1933                                      |                                                            |
| Birrificio Guinness                                                           | Park Royal, Londra                     | 1933–35                                   | demolito nel 2006                                          |
| Edifici nella corte nord, Trinity Hall                                        | Cambridge                              | 1934                                      |                                                            |
| Font Church of St Michael, Chester Square                                     | Belgravia, Londra                      | 1934                                      |                                                            |
| Ampliamento della St Joseph's Church (RC)                                     | Sheringham, Norfolk                    | 1934                                      |                                                            |
| Restauro della St Etheldreda's Church (RC), Ely Place                         | Holborn, Londra                        | 1935                                      |                                                            |
| Fountains House, Park Lane                                                    | Londra                                 | 1935–38                                   | consulente                                                 |
| K6 (red telephone box)                                                        |                                        | 1935                                      |                                                            |
| Edificio principale, Università di Southampton                                | Southampton, Hampshire                 | 1935                                      | con Gutteridge and Gutteridge                              |
| Casa privata, 22 Weymouth Street                                              | Marylebone, Londra                     | 1936                                      |                                                            |
| Nuova Bodleian Library                                                        | Oxford                                 | 1937–40                                   |                                                            |
| Modifiche al fienile del Denham Golf Club                                     | Denham, Buckinghamshire                | 1938                                      |                                                            |
| Casa Hartland, St Anne's College                                              | Oxford                                 | 1938                                      |                                                            |
| Basamento per il monumento a Re Giorgio V, Old Palace Yard                    | Westminster                            | 1939                                      |                                                            |
| North and South Blocks, County Hall                                           | Londra                                 | 1939 and 1950–58                          |                                                            |
| Waterloo Bridge                                                               | Londra                                 | 1937–40                                   |                                                            |
| Kepier power station                                                          | Durham                                 | anni 40                                   | non costruita                                              |
| Camera della Camera dei comuni                                                | Westminster                            | 1945–50                                   |                                                            |
| War Memorial, St John the Baptist Church                                      | Penshurst, Kent                        | 1947                                      |                                                            |
| Forth Road Bridge                                                             | Edimburgo                              | 1947                                      | consulente                                                 |
| Bankside Power Station                                                        | Londra                                 | 1947, costruita 1957–60                   | ora Tate Modern art gallery                                |
| Espansione del St Anne's College                                              | Oxford                                 | 1949–51                                   |                                                            |
| Rye House Power Station                                                       | Hoddesdon, Hertfordshire               | c. 1952                                   | demolita nei primi anni 90                                 |
| St Leonard's Church                                                           | St Leonards-on-Sea, Sussex             | 1953–61                                   | con suo fratello Adrian                                    |
| Roof for the bomb-damaged Guildhall                                           | Città di Londra                        | 1953–54                                   |                                                            |
| Espansione del Clare Memorial Court Clare College                             | Cambridge                              | 1953–55                                   |                                                            |
| Our Lady of Mount Carmel Church (RC)                                          | Kensington, Londra                     | 1954–59                                   |                                                            |
| St Anthony's Church (RC)                                                      | Preston, Lancashire                    | 1954–59                                   |                                                            |
| Uffici della Corporazione della città di Londra                               | Città di Londra                        | 1955–58                                   | proposte di modifiche e restauri                           |
| Cappella del Trinity College                                                  | Toronto, Canada                        | 1955                                      |                                                            |
| North Tees Power Station                                                      | Billingham, County Durham              | anni 50                                   | demolita                                                   |
| St Mark's Church                                                              | Biggin Hill, London Borough of Bromley | 1957–59                                   |                                                            |
| Church of Christ the King (RC)                                                | Plymouth, Devon                        | 1961–62                                   | costruita dopo la sua morte                                |